# قسم كاني سور الريفي (مقاطعة بانة)
قسم کاني سور الريفي (بالفارسية: دهستان کانی سور) هي منطقة سكنية تقع في إيران في ناحية نمشير. يقدر عدد سكانها بـ 6,307 نسمة .